# What Happened, Miss Simone?
What Happened, Miss Simone? è un documentario del 2015 diretto da Liz Garbus sulla vita della cantante Nina Simone, candidato al premio Oscar al miglior documentario. Il film è stato distribuito da Netflix il 26 giugno 2015.

## Trama
Il documentario racconta la vita della cantante americana Nina Simone, che è diventata un'attivista per i diritti civili e, in seguito, si è trasferita in Liberia a causa delle turbolenze degli anni '60. Il documentario combina filmati d'archivio inediti e interviste con la figlia e gli amici di Simone. Il titolo del film è tratto da una citazione di Maya Angelou.

## Produzione
Garbus è stata contattata con l'idea e i diritti per il film da RadicalMedia. La figlia di Nina, Lisa Simone Kelly, è stata la produttrice esecutiva del film.

## Critica
Indiewire ha dato al film una B. Michael Hogan ha scritto per Vanity Fair: "Il rischio di realizzare un documentario di un artista imponente è che finisci per ridurre il tutto solo alla sua parte artistica ma questa volta, nel racconto di Liz Garbus, il talento e la personalità di Simone splendono attraverso l'opera, come un qualcosa di gloriosamente singolare e incontrollabile."
Manohla Dargis del New York Times ha citato la rilevanza del film oggi, definendolo un "documentario spesso elettrizzante e straordinariamente attuale".

## Premi
Il film è stato nominato per sei Primetime Emmy Awards, tra cui il miglior documentario o saggistica speciale e l'eccezionale regia per un film di saggistica, vincendo il primo.

## Riconoscimenti
- 2016 - Premio Oscar
  - Candidatura al Miglior documentario